# Интерактивный машинный перевод
Интерактивный машинный перевод (ИМП) — специальный подраздел области компьютерного перевода. Программное обеспечение, поддерживающее интерактивный машинный перевод, прогнозирует текст для перевода, основываясь на введённой информации. В случае ложного прогноза система предоставляет пользователю обратную связь, и новый прогноз строится с учётом этой информации. Такой процесс повторяется до тех пор, пока перевод не будет соответствовать ожиданиям пользователя.
Интерактивный машинный перевод особенно интересен для перевода текстов в областях, где на выход не допускается перевод с ошибками, и поэтому требуется пользователь, чтобы внести правки в перевод, предоставляемый системой. В таких случаях интерактивный машинный перевод улучшается, чтобы обеспечить преимущества для потенциальных пользователей.
Тем не менее, нет никаких коммерческих программ, реализующих интерактивный машинный перевод, и пока работа происходит в сфере научных исследований.

## История
Интерактивный машинный перевод является развитием парадигмы автоматизированного перевода, где переводчик и системы машинного перевода предназначены для работы в тандеме.
Эта первая работа была расширена в исследовательском проекте TransType, финансируемым Канадским правительством. В этом проекте человеко-компьютерное взаимодействие было нацелено на получение конечного текста путём внедрения методик машинного перевода на основе переданного в среду интерактивного перевода с целью достижения лучших качеств обоих методик: эффективность автоматической системы и надежность человека-переводчика.
Позже, более масштабный исследовательский проект TransType2
, финансируемый Европейской комиссией, продолжил эту работу, анализируя внедрение в процесс полной системы машинного перевода, с целью получения гипотез полного перевода, которые человек-пользователь может изменить или принять. Если пользователь решает изменить гипотезу, система пытается наилучшим образом использовать эту обратную связь для того, чтобы произвести новый перевод гипотезы, который учитывает изменения, внесенные пользователем.
Еще совсем недавно, CASMACAT, также финансируемая Европейской комиссией, была направлена на разработки новых видов помощи переводчикам и интеграцию их в новую среду разработки, состоящую из редактора, сервера, а также инструментов анализа и визуализации. Среда разработки была спроектирована по модульному принципу и может быть объединена с существующими средствами автоматизированного перевода. Кроме того, среда CASMACAT может учиться из взаимодействия с переводчиком, обновляя и корректируя свои модели сразу на основе выбора перевода пользователем.
Последние работы с участием широкого круга пользователей выявили тот факт, что интерактивный машинный перевод может использоваться даже теми пользователями, которые не говорят на языке оригинала для того, чтобы достичь почти профессионального качества перевода. Кроме того, это также говорит о том, что интерактивный сценарий более выгоден, чем классический сценарий пост-издания.

## Процесс
Интерактивный процесс машинного перевода начинается с того, что система предлагает
гипотезу перевода пользователю. Затем пользователь может как принять предложение целиком, так и  изменить его, если он считает, что существуют некоторые ошибки.
Как правило, при изменении заданного слова, предполагается, что префикс (предложения) до
этого слова является правильным, т.е. схема взаимодействия - слева направо. После того, как
пользователь изменил слово, которое он считает неверным, система предлагает новый
суффикс, т. е. оставшуюся часть предложения. Такой процесс продолжается до тех пор, пока
перевод не удовлетворит пользователя.
Хотя это объяснение на уровне слов, предыдущий процесс может также осуществляться на уровне символов, и, следовательно, система обеспечивает суффикс всякий раз, когда переводчик вводит одиночный символ. Кроме того, продолжаются усилия по изменению типичной схемы взаимодействия  слева направо для того, чтобы сделать взаимодействие человека и машины проще.
Аналогичный подход используется в инструменте перевода Caitra.

## Оценка
Оценка является сложным вопросом в интерактивном машинном переводе. В идеале
оценка должна проводиться в экспериментах с участием пользователей. Однако, учитывая высокую денежную стоимость, это означает, что это редко бывает. Более того, даже при рассмотрении переводчиками истинной оценки интерактивных технологий машинного перевода, не понятно, что должно быть измерено в подобных экспериментах, поскольку существует много различных переменных, которые должны быть приняты во внимание и не могут быть контролируемы, как  например, требуемое пользователю время для того чтобы привыкнуть к процессу. В проекте CASMACAT, некоторые полевые исследования были проведены, чтобы изучить некоторые из этих переменных.
Для быстрой оценки в лабораторных условиях, интерактивный машинный перевод оценивается с помощью количества нажатий клавиш или количества введенных слов. Такие критерии пытаются измерить, сколько нажатий клавиш или введенных пользователем слов нужно ввести прежде чем получить окончательный перевод документа.

## Различия с классическим автоматизированным переводом
Хотя интерактивный машинный перевод является под-областью автоматизированного перевода, главной привлекательной чертой обсуждаемого в отношении последнего является интерактивность. В классическом автоматизированном переводе,  система перевода может предложить в лучшем случае одну гипотезу перевода, и затем пользователь должен отредактировать такие гипотезы. В отличие от этого, в интерактивном машинном переводе, система выдает перевод новой гипотезы каждый раз, когда пользователь взаимодействует с системой, т. е. после каждого введенного слова (или буквы).

## Внешние ссылки
- Интерактивный машинный Перевод, демо
- Веб-страница проекта TransType
- Веб-страница проекта TransType2
- Веб-страница проекта MIPRCV